# Basci-buzuk (Gérôme)
Basci-buzuk (Bachi-Bouzouk o Bachi-Bouzouk noir) è un dipinto ad olio su tela del pittore francese Jean-Léon Gérôme, realizzato tra il 1868 e il 1869. Il quadro oggi è conservato al Metropolitan Museum of Art di New York.

## Storia
All'inizio del 1868 Gérôme, all'apice della sua carriera, fece un viaggio di dodici settimane in Medio Oriente. Una volta tornato egli dipinse questa tela facendo indossare a un modello dalla pelle scura un vestito che aveva acquistato proprio nel Levante.

## Descrizione
Il dipinto raffigura un basci-buzuk (adattamento parziale del termine turco başıbozuk, letteralmente "testa danneggiata"), un soldato irregolare dell'esercito ottomano. I basci-buzuk erano tristemente noti per la loro brutalità, il saccheggio e la mancanza di disciplina. I tessuti che componevano le loro vesti miste richiamavano il fatto che questi soldati spesso non venivano pagati e non avevano un'uniforme di base, pertanto questo li obbligava a portare tutto ciò che potevano recuperare durante una spedizione. Questo è un punto chiave del dipinto, in quanto la reputazione brutale dei basci-buzuk qui contrasta con la tunica di seta, le vesti non così tanto miste e il nobile fascino del soggetto.
Il titolo di origine turca evoca quindi dei mercenari feroci senza legge né fede, la cui unica paga era il bottino dei loro saccheggi, ma è difficile immaginarsi il soggetto di questo dipinto sul campo di battaglia. Gérôme, famoso per la sua abilità nel saper riprodurre i tessuti, produsse un vero capolavoro, dispiegando tutto il suo talento e dando al modello una dignità assente nelle sue altre fantasie orientaliste.